# Mainbrücke Eddersheim
Die Mainbrücke Eddersheim ist eine 324 m lange zweigleisige Eisenbahnüberführung der Schnellfahrstrecke Köln–Rhein/Main.
Das Bauwerk liegt in Hessen bei Eddersheim, einem Stadtteil von Hattersheim am Main, nördlich der parallel verlaufenden Autobahn 3. Es überspannt den Main bei Mainkilometer 14,260 in maximal 20 m Höhe. Ihre Durchfahrtshöhe beträgt 10,2 m über HSW. Mit 130 m hat die Brücke die größte Stützweite aller Brücken der Schnellfahrstrecke und nach der Maintalbrücke Gemünden die zweitgrößte Stützweite einer Spannbetonbalkenbrücke für Eisenbahnüberführungen in Deutschland.
Die Überführung wurde von 1997 bis 2000 gebaut. Die Baukosten lagen bei 21 Millionen D-Mark (rund 11 Millionen Euro).
Die zulässige Höchstgeschwindigkeit auf dem Bauwerk liegt bei 220 km/h.

## Gründung und Unterbauten
Die Widerlager und  Pfeiler weisen eine Flachgründung auf. Die Baugruben der Pfeilerfundamente wurden mit Hilfe einer 15 m langen Spundwand hergestellt. Zur Minimierung von Setzungen wurde der Fundamentbeton durch Kopfbolzen mit der Spundwand kraftschlüssig verbunden. Die zwei Hauptpfeiler am Main besitzen aufgrund des zu beachtenden Lastfalles eines Schiffsanpralles einen Massivquerschnitt mit 14,0 m Breite und 6,0 m Dicke. Die zwei Vorlandstützen haben einen Kreisquerschnitt mit 3,0 m Durchmesser und sind am Kopf durch einen Querträger miteinander verbunden.

## Überbau

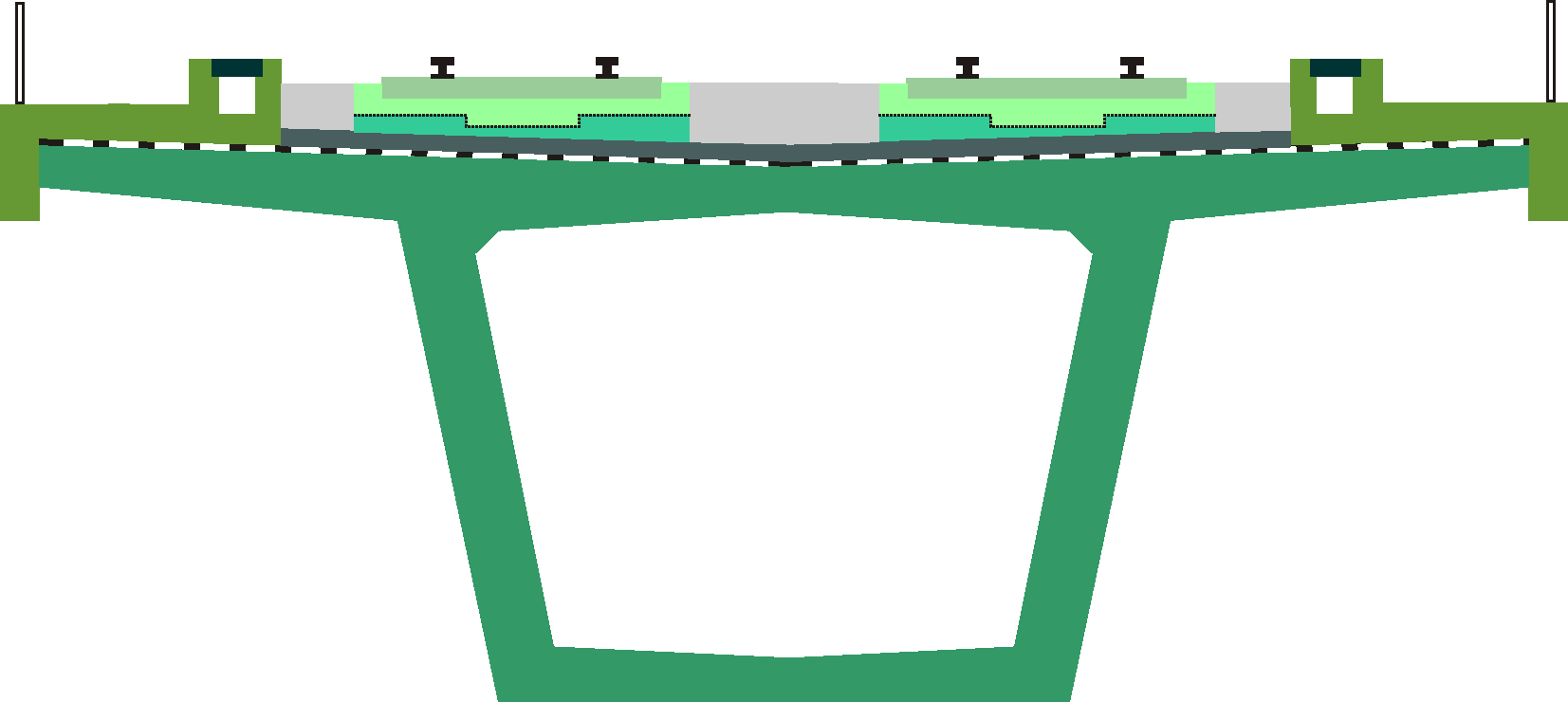
Querschnitt Überbau

Der Überbau besteht aus einem 324 m langen Durchlaufträger mit vier Feldern. Die Querschnittsform ist ein einzelliger Spannbetonhohlkasten mit geneigten Stegen. Neben der Längsrichtung ist auch die Fahrbahnplatte in Querrichtung vorgespannt. Bei einer Fahrbahnplattenbreite von 13,5 m betragen die Stützweiten 40,0 m + 77,0 m + 130,0 m + 77,0 m. Die Konstruktionshöhe ist variabel und  beträgt über den Mainpfeilern 8,5 m, in der Mitte der Hauptöffnung 5,5 m und an den Widerlagern 3,5 m. Festpunkt der Brücke ist der westliche Flusspfeiler, der insbesondere die Längskräfte infolge Bremsen in den Baugrund ableitet. An den Brückenenden sind Schienenauszüge vorhanden.

## Ausführung
Bereits Ende 1995 lag die geplante Länge des Bauwerks bei 324 m.
Die Bauarbeiten begannen im Mai 1997. Am 5. Februar 1998 wurde das erste Pfeilerfundament betoniert.
Der Bau der Brücke erfolgte abschnittsweise. Zuerst wurden mit Lehrgerüsten die Brückenteile über Vorland betoniert. Anschließend folgte von beiden Pfeilern nacheinander im Freivorbau, durch die Vorlandbrücken stabilisiert, mit Taktlängen von ungefähr 4,5 m die Herstellung der Brückenkragarme über dem Main.
Im Januar 2000 vollendete der damalige hessische Verkehrsminister Dieter Posch mit Kelle und Zement symbolisch den Bau der Brücke in deren Mitte.
Insgesamt wurden rund 12.600 Kubikmeter Beton, 1.450 t Stahl und 380 t Spannstahl verarbeitet.